# European Students’ Conference

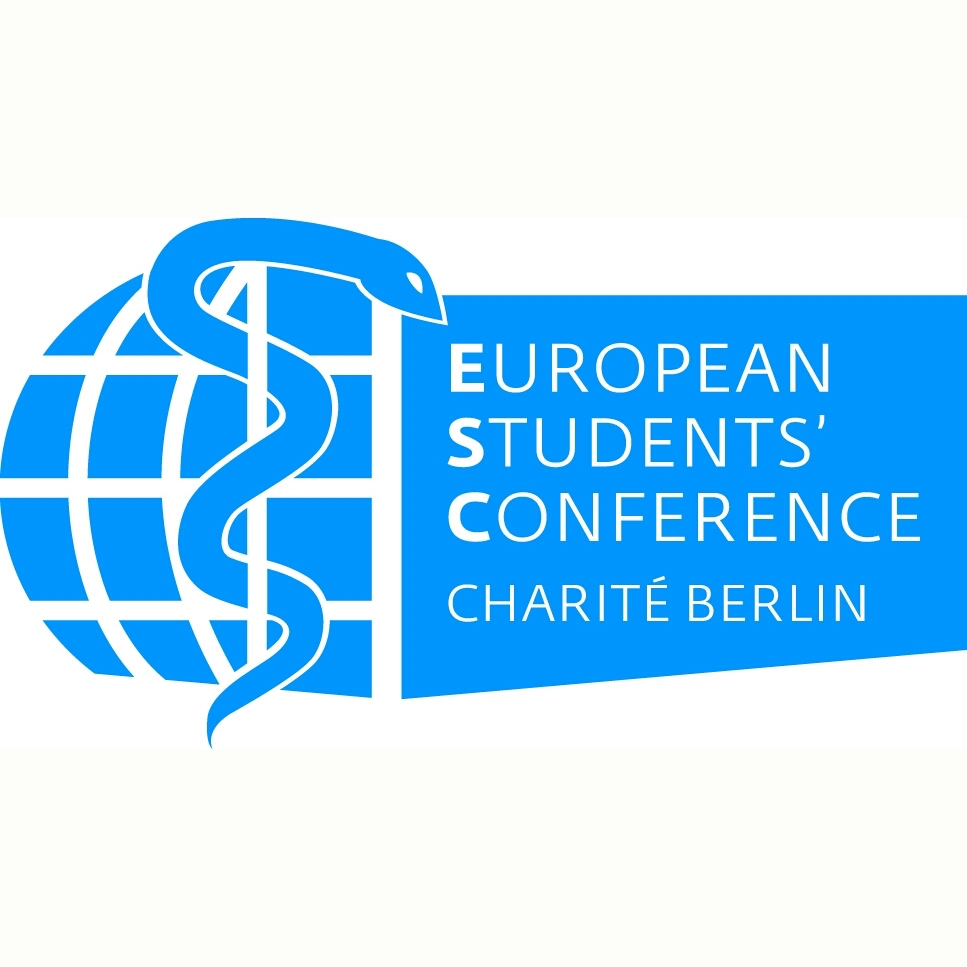
ESC Logo

Die European Students’ Conference (ESC) ist die derzeit größte biomedizinische Konferenz für junge Forscher und Medizinstudenten sowie Alumni und Postgraduierte in Europa. Weltweit zählt die ESC zu den größten studentisch geführten Konferenzen ihrer Art und bietet ein hohes wissenschaftliches Niveau. Sie wird seit 1989 jährlich an der Charité Universitätsmedizin in Berlin abgehalten. Das übergeordnete Thema der diesjährigen Konferenz ist “Future Aging - Today's Research, Tomorrow's Medicine”.

## Entwicklung
Gegründet 1989, hat sich die European Students’ Conference zu einem der Hauptevents der Charité Universitätsmedizin Berlin entwickelt. In dem ursprünglichen Gedanken, eine bessere Beziehung zwischen Ost- und Westberlin zu schaffen und wissenschaftlichen Austausch in einer Zeit größerer politischer Veränderungen zu ermöglichen, wurde sie nach der Wiedervereinigung im Oktober 1990 zu einer gemeinsam ausgerichteten Konferenz der Berliner medizinischen Fakultäten. Ein Hauptanliegen der ESC ist die Förderung junger Wissenschaftler des medizinischen und biomedizinischen Bereichs sowie die Verknüpfung der biomedizinischen Wissenschaften, Fakultäten und Studierenden auf internationaler Ebene.

## Programm
Das Programm gliedert sich in drei Bereiche: Lectures internationaler wissenschaftlicher und medizinischer Repräsentanten (Nobelpreisträger, Professoren, Ärzte, Forscher), fachrichtungsübergreifende Workshops sowie Sessions, in denen alljährlich über 250 Forschungsprojekte, gegliedert nach Fachbereichen, präsentiert und prämiert werden. Die Konferenz erhält einen jährlichen Schwerpunkt ihrer Lectures, der namensgebend für die jeweilige Konferenz ist, die Vielfalt der über 40 vertretenen Fachrichtungen in den Sessions und Workshops jedoch keineswegs einschränkt. Insbesondere dient die Konferenz zur Interaktion von
- Studierenden der Human-, Zahn- und Veterinärmedizin und verwandter Disziplinen
- jungen und erfahrenen Wissenschaftlern
- Newcomern und der Öffentlichkeit
- Universitätsmedizin, Pharmaindustrie und Wirtschaft
- jungen Wissenschaftlern und Studierenden der Human-, Zahn- und Veterinärmedizin, die interessiert sind in Deutschland zu forschen
- jungen Wissenschaftlern und Studierenden der Human-, Zahn- und Veterinärmedizin, die interessiert sind in internationalen Projekten der Charité zu forschen

## Ziele
Es handelt sich um eine Plattform für wissenschaftlichen Austausch, Ausbildung und multikulturelle Interaktion. Im Fokus stehen insbesondere eine hohe wissenschaftliche Qualität und Ausbildung. Studierende der Medizin, Zahnmedizin und verwandter Disziplinen wird die Möglichkeit geboten, ihre Forschungsergebnisse zu präsentieren, mit jungen und erfahrenen Wissenschaftlern in Kontakt zu treten, Vorträge renommierter Forscher zu hören und sich mit Repräsentanten aus Wirtschaft, Forschung und Medizin auszutauschen. Zusätzlich eröffnet die ESC die Möglichkeit, sich über die Arbeits- und Forschungsbedingungen national sowie weltweit zu informieren, und bietet die Möglichkeit zur Kontaktaufnahme zwischen interessierten Forschern und potentiellen Arbeitgebern.

## Trägerschaften
- Federal Ministry Of Education And Research
- Charité Universitätsmedizin Berlin

## Kooperationspartner
- Tagung der Nobelpreisträger in Lindau
- Max-Planck-Gesellschaft
- Jung-Stiftung für Wissenschaft und Forschung
- Deutsches Herzzentrum Berlin

Die European Students’ Conference ist offizieller Academic Ambassador der Lindau Nobel Laureate Conference. In dieser Funktion ist dem operativen Team erlaubt, zehn Kandidaten der aktiven ESC-Teilnehmer (Posterpräsentation, Abstractpräsentation) zur im nachfolgenden Jahr stattfindenden Konferenz der Nobelpreisträger in Lindau vorzuschlagen.
Studentische Kooperationspartner sind folgende Organisationen:
- ISCOMS
- AIMS Meeting Lissabon, Portugal
- YES Meeting Porto, Portugal
- Braincoms Sao Paulo, Brasilien
- ICMS Sofia, Bulgarien
- Juvenes Pro Medicina Lodz, Polen
- Leiden International Medical Student Conference (LIMSC)
- PKS Split, Kroatien

## Struktur

### Das Organisationsteam
Die ESC wird geplant und durchgeführt von fünf bis acht Studierenden, die in einer jährlichen Auswahlprozedur vom Steering Committee sowie dem vorherigen Team ernannt werden. Die Aufgabenbereiche sind unterteilt in Projektkoordination, wissenschaftliche Koordination / Jury und Programm, Finanzen, Fundraising, PR, Logistik und IT Management:
- Programme & Science: Programm der Konferenz erstellen, wissenschaftliche Koordination, Jury
- Finances: Finanzen
- Fundraising: Drittmittelbeschaffung, Kontaktaufnahme zu Stiftungen, Firmen
- Marketing & Applicant Support: Öffentlichkeitsarbeit
- Programme & Logistics: Programm und Logistik
- IT: Website und webbasierte Computerunterstützung vor und während der Konferenz
- Project Coordination: Vermittlung zwischen den Aufgabenbereichen und Bündelung der Ergebnisse

Das operative Team erhält beratende Unterstützung durch die vorherigen Teams, das Steering Committee sowie der Medizinischen Fakultät der Charité Universitätsmedizin Berlin.

### Alumni
Als ESC-Alumni ist jedes Mitglied der vorherigen Teams aufgerufen, das operative Team beratend zu unterstützen in der Durchführung des Projektes sowie der Nachbereitung der Konferenz. Die ESC-Alumni sind beteiligt an generellen Diskussionen bezüglich der ESC.

### Steering Committee
Das Steering Committee (SC) der European Students’ Conference wird repräsentiert durch mehrere aktive Vertreter der ESC-Alumni. Jedes Mitglied des operativen Teams kann nach einer Pause über ein Jahr ins Steering Committee berufen werden.
 Das Steering Committee arbeitet ehrenamtlich und erfüllt unter anderem folgende Aufgaben:
- Auswahl des operativen Teams, Absegnung durch den Dekan der Charité
- Wissenstransfer zwischen dem operativen und dem vorherigen Organisationsteam
- Vermittlung von Workshops zur Professionalisierung des operativen Teams
- Festlegung von Zeitpunkten für die Überprüfung des Erreichten und Abgleich mit den Zielen der Konferenz.
- Hilfestellung in schwierigen Situationen

 Das Steering Committee ist weder verantwortlich für die Beschaffung der Drittmittel noch beteiligt an der Programmplanung des operativen Teams. 